# Lethrinops turneri
Lethrinops turneri é uma espécie de peixe da família Cichlidae, descrita por Ngatunga & Snoeks em 2003.

## Distribuição e Habitat
Esta espécie é endêmica dos lagos Malawi e Malombe, localizados na África Oriental, abrangendo os territórios do Malawi, Moçambique e Tanzânia. Habita áreas de águas doces desses lagos, preferindo zonas com fundos arenosos.

## Descrição
O Lethrinops turneri atinge um comprimento padrão de até 9,4 cm. Os machos apresentam coloração mais vibrante durante o período reprodutivo, enquanto as fêmeas e os jovens possuem tonalidades mais discretas.

## Etimologia
O nome específico, turneri, é uma homenagem ao ictiólogo George F. Turner, da Universidade de Bangor, no País de Gales, que trabalhou extensivamente com os peixes e as pescas dos lagos Malawi e Malombe, sendo o primeiro a relatar esta espécie nessas águas.

## Conservação
De acordo com a Lista Vermelha da IUCN de 2018, Lethrinops turneri é classificado como "Pouco Preocupante" (LC), indicando que atualmente não enfrenta ameaças significativas à sua sobrevivência.